# Perizoma costiguttata

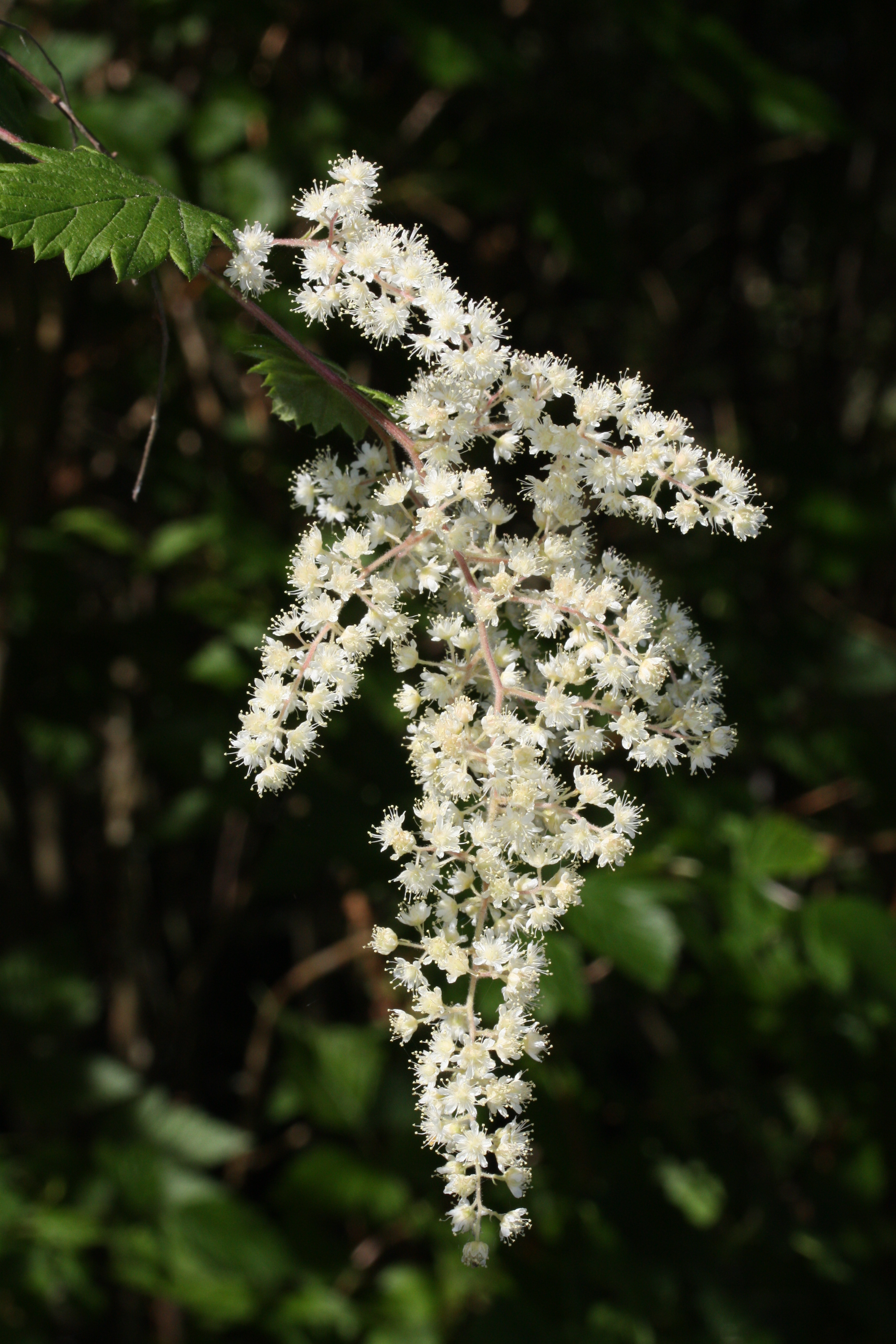
Holodiscus discolor, die Hauptnahrungspflanze der Raupen

Perizoma costiguttata ist ein in Nordamerika vorkommender Schmetterling (Nachtfalter) aus der Familie der Spanner (Geometridae). Der Artname leitet sich von den lateinischen Worten costa und guttatus mit den Bedeutungen „Rippe bzw. Costa (Costalader)“ und „gesprenkelt“ ab und bezieht sich auf die Zeichnung auf der Vorderflügeloberseite der Falter.

## Merkmale

### Falter
Die Falter erreichen eine Flügelspannweite von 22 bis 27 Millimetern. Farblich unterscheiden sich die Geschlechter nicht. Die Grundfarbe der Vorderflügeloberseite ist cremig weiß bis weißgrau. An der Costalader des Vorderflügelvorderrands heben sich drei große schwarzbraune Sprenkel ab. Querlinien sind sehr undeutlich oder verloschen. Die Hinterflügeloberseite ist zeichnungslos weißlich gefärbt.

### Raupe
Ausgewachsene Raupen sind gestreckt, haben eine rotbraune Farbe und zeigen keine Zeichnung.

## Verbreitung und Vorkommen
Perizoma costiguttata kommt an der Westküste Nordamerikas zwischen dem Süden von British Columbia und dem gesamten Kalifornien vor. Die östliche Verbreitung reicht  bis Arizona und Utah. Die Art bewohnt trockene und feuchte Wälder, in denen die Wirtspflanze wächst.

## Lebensweise
Die Falter sind nachtaktiv. Sie fliegen zwischen Mai und September und besuchen künstliche Lichtquellen. Hauptnahrung der Raupen sind die Blätter und Blüten der zu den  Schaumspieren (Holodiscus) zählenden Holodiscus discolor. Details zur Lebensweise der Art müssen noch erforscht werden.